# 索尔比亚泰和卡尼奥

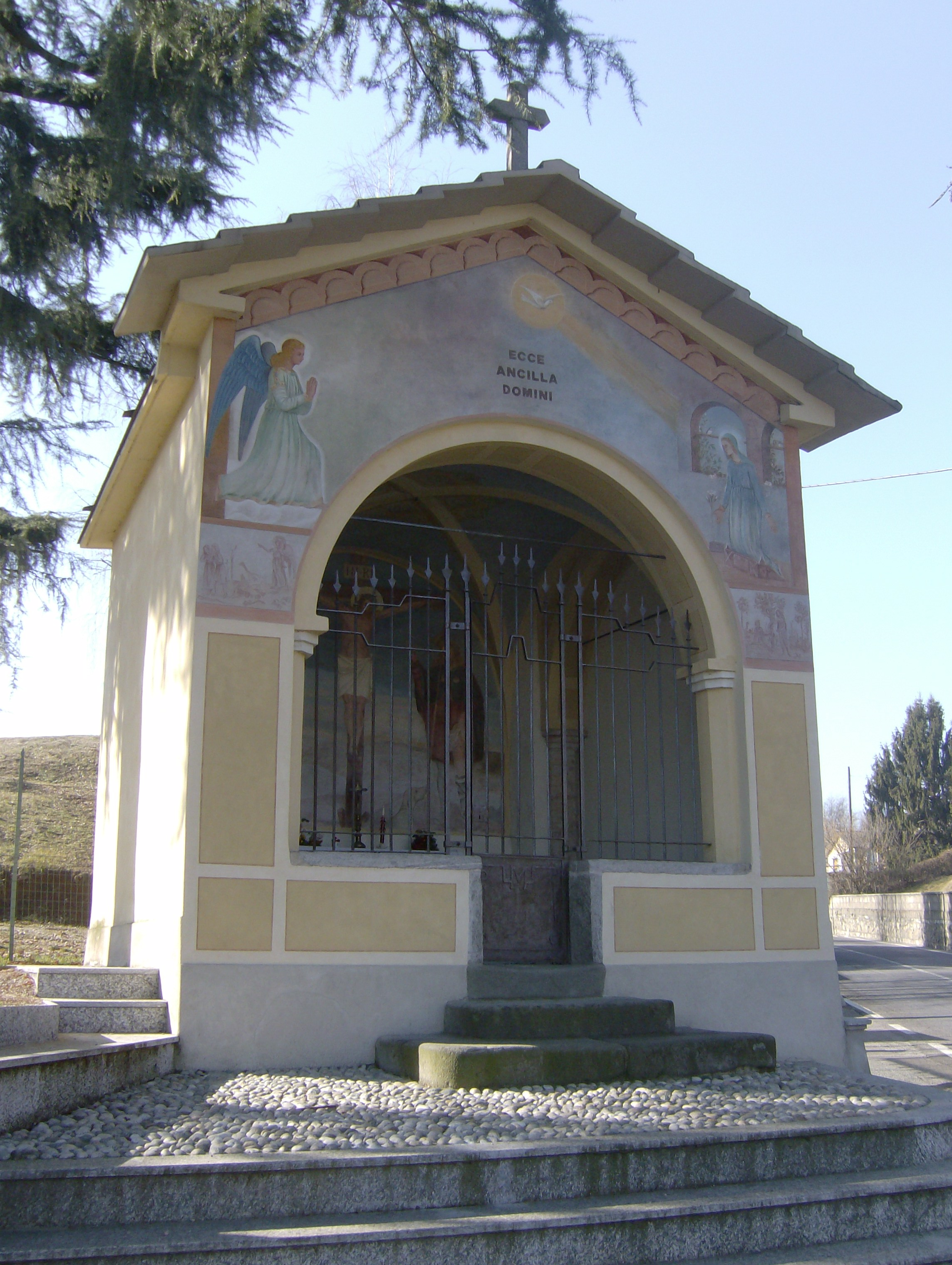
小教堂

索尔比亚泰和卡尼奥（義大利語：Solbiate con Cagno）是意大利伦巴第大区科莫省的市镇。面积为7.62平方公里，人口数量为4,653人（2018年）。本市镇是在2019年1月1日由索尔比亚泰和卡尼奥两个市镇合并而成。